# 四都県対抗小中学生囲碁大会
四都県対抗小中学生囲碁大会（よんとけんたいこう しょうちゅうがくせい いごたいかい）は、東京都・神奈川県・千葉県・埼玉県の4都県から代表約50名を出す、囲碁の大会。日本棋院が主催し、新日本製鐵が協賛する。

## 特徴
各県から50名以上もの代表を出す大会で、棋力が各県のトップレベルほどまでは高くない者も出場することができるのが特徴である。四都県間のリーグ戦で、二都県間で代表が全員対戦し勝ち越した都県が1勝、計3戦の成績で順位を決定する。

## 過去の結果
- 2007年 優勝：東京（3勝0敗）、第2位：千葉（2勝1敗）、第3位：埼玉（1勝2敗）、第4位：神奈川（0勝3敗）
- 2008年 優勝：東京（3勝0敗）、第2位：埼玉（2勝1敗）、第3位：千葉（1勝2敗）、第4位：神奈川（0勝3敗）